# Asticta victoria
Asticta victoria là một loài bướm đêm trong họ Erebidae.